# Kubeflow
Kubeflow — построенная на Kubernetes и представленная Google платформа с открытым кодом, предназначенная для машинного обучения и MLOps практик. Различные этапы в типичном жизненном цикле машинного обучения представлены разными компонентами программного обеспечения в Kubeflow, включая разработку модели (Kubeflow Notebooks), тренировку модели (Kubeflow Pipelines, Kubeflow Training Operator), использование модели (KServe), и автоматическое машинное обучение (Katib).
Каждый компонент Kubeflow может быть развернут отдельно, также нет требования развертывать каждый компонент.

## История
Проект Kubeflow был впервые анонсирован на конференции KubeCon + CloudNativeCon North America 2017 инженерами Google Дэвидом Арончиком, Джереми Леви и Вишну Каннаном для устранения предполагаемой нехватки гибких возможностей для построения систем машинного обучения готовых к запуску на производстве. Было также заявлено, что проект начался как способ компании Google сделать открытым код, с помощью которого в компании используется TensorFlow.
Первый выпуск Kubeflow (Kubeflow 0.1) был анонсирован на конференции KubeCon + CloudNativeCon Europe 2018 с утверждениями, что он уже стал одним из верхних 2% проектов на GitHub за всё время существования сервиса. Kubeflow 1.0 был выпущен в марте 2020 года в публичном посте анонсирующим перевод множества компонентов Kubeflow в «стабильный статус», обозначая тем самым, их готовность для производственного использования.

## Компоненты

### Kubeflow Notebooksдля разработки модели
Модели машинного обучения разрабатываются в компоненте записной книжки называемым Kubeflow Notebooks. Компонент использует web среды разработки внутри Kubernetes кластера, с родной поддержкой Jupyter Notebook, Visual Studio Code, и RStudio.

### Kubeflow Pipelinesдля обучения модели
После разработки модели обучаются в компоненте Kubeflow Pipelines. Компонент служит платформой для построения и развертывания портируемого, масштабируемого рабочего процесса машинного обучения, основанного на контейнерах Docker. Облачная платформа Google адаптировала Kubeflow Pipelines DSL для использования внутри своего продукта Vertex AI Pipelines.

### Kubeflow Training Operatorдля обучения модели
Для некоторых моделей машинного обучения и библиотек, компонент Kubeflow Training Operator предоставляет поддержку пользовательских ресурсов Kubernetes. Компонент позволяет запускать как распределенные, так и не распределенные работы для обучения с использованием TensorFlow, PyTorch, Apache MXNet, XGBoost, и MPI на Kubernetes.

### KServeдля использования модели
Компонент KServe (ранее называемый KFServing) предоставляет пользовательские ресурсы Kubernetes для использования моделей машинного обучения с помощью различных фреймворков включая TensorFlow, XGBoost, scikit-learn, PyTorch, и ONNX. KServe был разработан совместно Google, IBM, Bloomberg, NVIDIA, и Seldon. Публично раскрытые пользователи KServe включают Bloomberg, Gojek, и прочих.

### Katibдля автоматического машинного обучения
Наконец, Kubeflow включает компонент для автоматического обучения и разработки моделей машинного обучения — Katib компонент. Он описывается как родной проект Kubernetes и позволяет производить настройку гиперпараметров, раннюю остановку и поиск нейронной архитектуры.

## Хронология выпусков
| Версия       | Дата выпуска     | Сведения о выпуске                                   | Блог выпуска |
| ------------ | ---------------- | ---------------------------------------------------- | --- |
| Kubeflow 0.1 | 5 апреля, 2018   | -                                                    | https://kubernetes.io/blog/2018/05/04/announcing-kubeflow-0.1/                                                                      |
| Kubeflow 0.2 | 2 июля, 2018     | -                                                    | https://medium.com/kubeflow/kubeflow-0-2-offers-new-components-and-simplified-setup-735e4c56988d                                    |
| Kubeflow 0.3 | 5 октября, 2018  | -                                                    | https://medium.com/kubeflow/kubeflow-0-3-simplifies-setup-improves-ml-development-98b8ca10bd69                                      |
| Kubeflow 0.4 | 8 января, 2019   | -                                                    | https://medium.com/kubeflow/kubeflow-0-4-release-enhancements-for-machine-learning-productivity-d77c54df07a9                        |
| Kubeflow 0.5 | 9 апреля, 2019   | -                                                    | https://medium.com/kubeflow/kubeflow-v0-5-simplifies-model-development-with-enhanced-ui-and-fairing-library-78e19cdc9f50            |
| Kubeflow 0.6 | 19 июля, 2019    | https://www.kubeflow.org/docs/releases/kubeflow-0.6/ | https://medium.com/kubeflow/kubeflow-v0-6-a-robust-foundation-for-artifact-tracking-data-versioning-multi-user-support-9896d329412c |
| Kubeflow 0.7 | 17 октября, 2019 | https://www.kubeflow.org/docs/releases/kubeflow-0.7/ | https://medium.com/kubeflow/kubeflow-v0-7-delivers-beta-functionality-in-the-leadup-to-v1-0-1e63036c07b8                            |
| Kubeflow 1.0 | 20 февраля, 2020 | https://www.kubeflow.org/docs/releases/kubeflow-1.0/ | https://blog.kubeflow.org/releases/2020/03/02/kubeflow-1-0-cloud-native-ml-for-everyone                                             |
| Kubeflow 1.1 | 31 июля, 2020    | https://www.kubeflow.org/docs/releases/kubeflow-1.1/ | https://blog.kubeflow.org/release/official/2020/07/31/kubeflow-1.1-blog-post                                                        |
| Kubeflow 1.2 | 18 ноября, 2020  | https://www.kubeflow.org/docs/releases/kubeflow-1.2/ | https://blog.kubeflow.org/release/official/2020/11/18/kubeflow-1.2-blog-post                                                        |
| Kubeflow 1.3 | 23 апреля, 2021  | https://www.kubeflow.org/docs/releases/kubeflow-1.3/ | https://blog.kubeflow.org/kubeflow-1.3-release/                                                                                     |
| Kubeflow 1.4 | 12 октября, 2021 | https://www.kubeflow.org/docs/releases/kubeflow-1.4/ | https://blog.kubeflow.org/kubeflow-1.4-release/                                                                                     |
| Kubeflow 1.5 | 10 марта, 2022   | https://www.kubeflow.org/docs/releases/kubeflow-1.5/ | https://blog.kubeflow.org/kubeflow-1.5-release/                                                                                     |
| Kubeflow 1.6 | 7 сентября, 2022 | https://www.kubeflow.org/docs/releases/kubeflow-1.6/ | https://blog.kubeflow.org/kubeflow-1.6-release/                                                                                     |

## Дополнение
1. ↑  KServe был ранее известен под наименованием KFServing[19]